# Cubzac-les-Ponts
Cubzac-les-Ponts est une commune du Sud-Ouest de la France, située dans le département de la Gironde, en région Nouvelle-Aquitaine.

## Géographie

### Localisation et accès
La commune est située dans le Cubzaguais, sur la rive droite (nord) de la Dordogne, à 20 km au nord-nord-est de Bordeaux, chef-lieu du département, à 28 km au sud-est de Blaye, chef-lieu  d'arrondissement et à 3 km au sud de Saint-André-de-Cubzac, chef-lieu de canton.
La commune fait partie de l'aire d'attraction de Bordeaux et de son unité urbaine. Elle faisait auparavant partie de l'unité urbaine de Saint-André-de-Cubzac absorbée par celle de Bordeaux selon la délimitation de 2020.
Les trois ponts qui enjambent la Dordogne, dits de Saint-André-de-Cubzac, sont dans cette commune.

### Communes limitrophes
Sur la rive droite de la Dordogne où se trouve la commune, les communes limitrophes en sont Saint-André-de-Cubzac au nord et Saint-Romain-la-Virvée au sud-est ; sur la rive gauche, se trouvent Saint-Vincent-de-Paul à l'ouest-sud-ouest et Saint-Loubès au sud, en quadripoint (point de la surface de la Terre où quatre frontières différentes se rejoignent).
|                       | Saint-André-de-Cubzac                        | .                      |
|                       | Cubzac-les-Ponts                             |                        |
| Saint-Vincent-de-Paul | {\displaystyle +} (quadripoint) Saint-Loubès | Saint-Romain-la-Virvée |

### Climat
Pour des articles plus généraux, voir Climat de la Nouvelle-Aquitaine et Climat de la Gironde.
Historiquement, la commune est exposée à un climat océanique aquitain.
En 2020, Météo-France publie une typologie des climats de la France métropolitaine dans laquelle la commune est exposée à un climat océanique et est dans la région climatique  Aquitaine, Gascogne, caractérisée par une pluviométrie abondante au printemps, modérée en automne, un faible ensoleillement au printemps, un été chaud (19,5 °C), des vents faibles, des brouillards fréquents en automne et en hiver et des orages fréquents en été (15 à 20 jours).
Pour la période 1971-2000, la température annuelle moyenne est de 13,3 °C, avec une amplitude thermique annuelle de 14,7 °C. Le cumul annuel moyen de précipitations est de 876 mm, avec 12 jours de précipitations en janvier et 6,7 jours en juillet. Pour la période 1991-2020, la température moyenne annuelle observée sur la station météorologique la plus proche, située sur la commune de Saint-Gervais à 5,33 km à vol d'oiseau, est de 13,9 °C et le cumul annuel moyen de précipitations est de 824,9 mm,. Pour l'avenir, les paramètres climatiques de la commune estimés pour 2050 selon différents scénarios d’émission de gaz à effet de serre sont consultables sur un site dédié publié par Météo-France en novembre 2022.

### Milieux naturels et biodiversité

#### Natura 2000
La Dordogne est un site du réseau Natura 2000 limité aux départements de la Dordogne et de la Gironde, et qui concerne les 104 communes riveraines de la Dordogne, dont Cubzac-les-Ponts,. Seize espèces animales et une espèce végétale inscrites à l'annexe II de la directive 92/43/CEE de l'Union européenne y ont été répertoriées.

#### ZNIEFF
Cubzac-les-Ponts fait partie des 102 communes concernées par la zone naturelle d'intérêt écologique, faunistique et floristique (ZNIEFF) de type II « La Dordogne »,, dans laquelle ont été répertoriées huit espèces animales déterminantes et cinquante-sept espèces végétales déterminantes, ainsi que quarante-trois autres espèces animales et trente-neuf autres espèces végétales.

## Urbanisme

### Typologie
Au 1er janvier 2024, Cubzac-les-Ponts est catégorisée ceinture urbaine, selon la nouvelle grille communale de densité à sept niveaux définie par l'Insee en 2022.
Elle appartient à l'unité urbaine de Bordeaux, une agglomération intra-départementale regroupant 73  communes, dont elle est une commune de la banlieue,,. Par ailleurs la commune fait partie de l'aire d'attraction de Bordeaux, dont elle est une commune de la couronne,. Cette aire, qui regroupe 275 communes, est catégorisée dans les aires de 700 000 habitants ou plus (hors Paris),.

### Occupation des sols

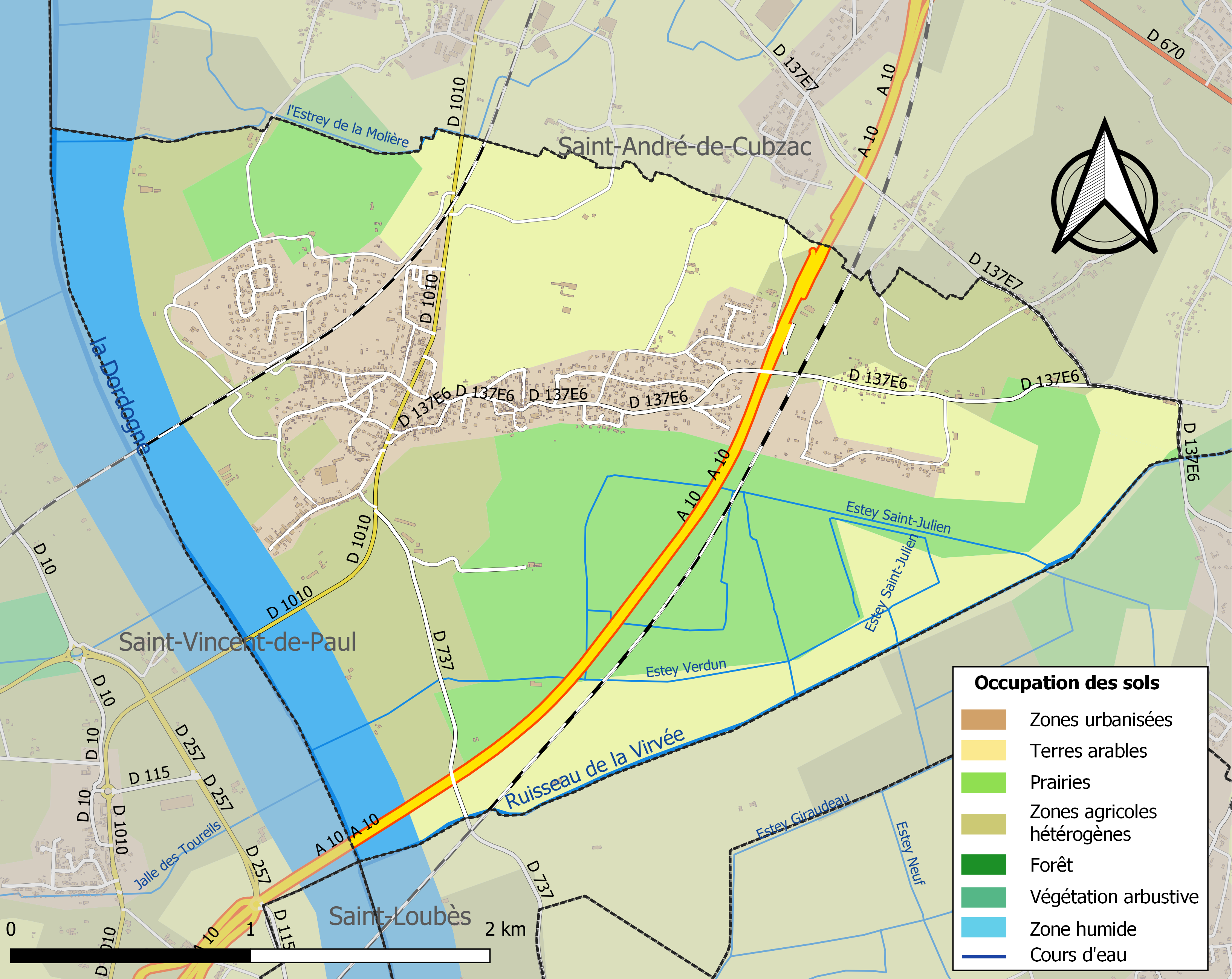
Carte des infrastructures et de l'occupation des sols de la commune en 2018 (CLC).

L'occupation des sols de la commune, telle qu'elle ressort de la base de données européenne d’occupation biophysique des sols Corine Land Cover (CLC), est marquée par l'importance des territoires agricoles (72,7 % en 2018), en diminution par rapport à 1990 (77,6 %). La répartition détaillée en 2018 est la suivante : 
prairies (25,7 %), zones agricoles hétérogènes (20,8 %), zones urbanisées (16,8 %), cultures permanentes (16,3 %), eaux continentales (10,4 %), terres arables (9,9 %). L'évolution de l’occupation des sols de la commune et de ses infrastructures peut être observée sur les différentes représentations cartographiques du territoire : la carte de Cassini (XVIIIe siècle), la carte d'état-major (1820-1866) et les cartes ou photos aériennes de l'IGN pour la période actuelle (1950 à aujourd'hui).

### Risques majeurs
Le territoire de la commune de Cubzac-les-Ponts est vulnérable à différents aléas naturels : météorologiques (tempête, orage, neige, grand froid, canicule ou sécheresse), inondations, mouvements de terrains et séisme (sismicité faible). Il est également exposé à un risque technologique, la rupture d'un barrage. Un site publié par le BRGM permet d'évaluer simplement et rapidement les risques d'un bien localisé soit par son adresse soit par le numéro de sa parcelle.

#### Risques naturels
La commune fait partie du territoire à risques importants d'inondation (TRI) de Bordeaux, regroupant les 28 communes concernées par un risque de submersion marine ou de débordement de la Garonne, un des 18 TRI qui ont été arrêtés fin 2012 sur le bassin Adour-Garonne. Les crues significatives qui se sont produites au XXe siècle, avec plus de 6,70 m mesurés au marégraphe de Bordeaux sont celles du 27 décembre 1999 (7,05 m, débit de la Garonne de 700 m3/s), du 13 décembre 1981 (6,85 m, 1500 à 2 000 m3/s), du 19 mars 1988 (6,84 m, 4 000 m3/s), du 7 février 1996 (6,77 m, 1 000 m3/s) et du 28 avril 1998 (6,73 m, 2 700 m3/s). Au XXIe siècle, ce sont celles liées à la tempête Xynthia du 28 février 2010 (6,92 m, 816 m3/s) et du 31 janvier 2014 (6,9 m, 2500 à 3 000 m3/s). Des cartes des surfaces inondables ont été établies pour trois scénarios : fréquent (crue de temps de retour de 10 ans à 30 ans), moyen (temps de retour de 100 ans à 300 ans) et extrême (temps de retour de l'ordre de 1 000 ans, qui met en défaut tout système de protection). La commune a été reconnue en état de catastrophe naturelle au titre des dommages causés par les inondations et coulées de boue survenues en 1982, 1988, 2009, 2010, 2013, 2014 et 2021,.
Les mouvements de terrains susceptibles de se produire sur la commune sont des affaissements et effondrements liés aux cavités souterraines (hors mines), des éboulements, chutes de pierres et de blocs et des tassements différentiels. Par ailleurs, afin de mieux appréhender le risque d’affaissement de terrain, l'inventaire national des cavités souterraines permet de localiser celles situées sur la commune.

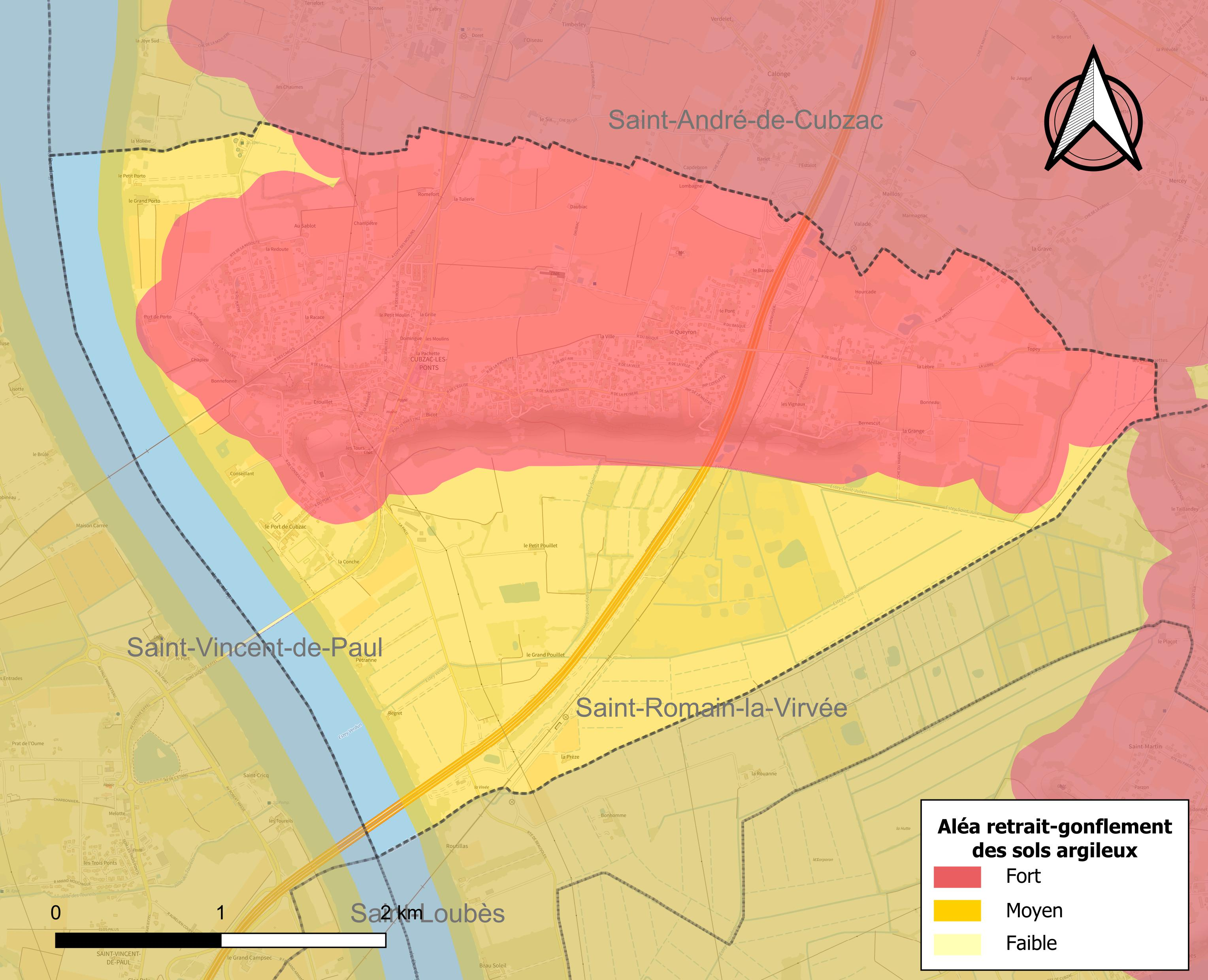
Carte des zones d'aléa retrait-gonflement des sols argileux de Cubzac-les-Ponts.

Le retrait-gonflement des sols argileux est susceptible d'engendrer des dommages importants aux bâtiments en cas d’alternance de périodes de sécheresse et de pluie. 93,3 % de la superficie communale est en aléa moyen ou fort (67,4 % au niveau départemental et 48,5 % au niveau national). Sur les 1 007 bâtiments dénombrés sur la commune en 2019, 1 007 sont en aléa moyen ou fort, soit 100 %, à comparer aux 84 % au niveau départemental et 54 % au niveau national. Une cartographie de l'exposition du territoire national au retrait gonflement des sols argileux est disponible sur le site du BRGM,.
Par ailleurs, afin de mieux appréhender le risque d’affaissement de terrain, l'inventaire national des cavités souterraines permet de localiser celles situées sur la commune.
Concernant les mouvements de terrains, la commune a été reconnue en état de catastrophe naturelle au titre des dommages causés par la sécheresse en 1989, 2002, 2005, 2011 et 2017 et par des mouvements de terrain en 1999.

#### Risques technologiques
La commune est en outre située en aval du  barrage de Bort-les-Orgues, un ouvrage sur la Dordogne de classe A soumis à PPI, disposant d'une retenue de 477 millions de mètres cubes. À ce titre elle est susceptible d’être touchée par l’onde de submersion consécutive à la rupture de cet ouvrage.

## Toponymie
Deux origines sont proposées quant au nom de la commune :
- soit du nom d’une tribu biturige vivisque, les Cubes,
- soit de l’anthroponyme gallo-romain Cupitus,

l'une comme l'autre terminée par le suffixe localisant -acum.
Le nom de la commune est attesté Cusac en 1254, Cubsac en 1273 et Cubzac en 1361, du nom d'homme latin Cuppius suivi du suffixe -acu(m). On explique le passage de *Cuppiusacu(m) à Cubzac par la palatalisation du pi en pðz puis bðz, le ð se prononçant à peu près comme le th anglais.
Ses habitants sont appelés les Cubzacais ou Cubzaquais, le gentilé gascon authentique étant Cubzaqués ou -gués.

## Histoire
À Cubzac-les-Ponts, des traces très anciennes ont été retrouvées et témoignent d'un habitat du Néolithique. Le territoire aurait été occupé dès le VIe siècle av. J.-C. par une tribu de Bituriges Vivisques. Le plateau de Cubzac était un site naturel difficile d'accès sur lequel se sont probablement construit des habitats fortifiés. Des recherches y ont mis en évidence l'existence de structures funéraires pouvant dater de la protohistoire tant par des vestiges archéologiques que par des découvertes fortuites.
L'habitat proprement dit de Cubzac, éloigné d'environ 800 mètres de ce plateau fortifié, s'étendait d'abord sur un second plateau, plus en longueur, qui forme un petit coteau orienté Sud, depuis longtemps recouvert de vignes, qui domine la vallée de la Dordogne. C'est là que se trouvent le village ancien et l'église actuelle. C'est à cet endroit aussi qu'ont été découvertes, dans les années 1980, des traces tangibles d'habitat du haut Moyen Âge, notamment par des sépultures  (nombreuses tombes en pleine terre et, à environ trois mètres, plusieurs cuves taillées dans du calcaire avec coussin de tête au plat et couvercle en bâtière, orientation est-ouest) mises au jour lors d'un sondage archéologique réalisé sur l'emplacement de l'ancien cimetière. Il en a été déduit qu'il était autrefois situé au pied de l'église actuelle, elle-même probablement construite sur un édifice plus ancien encore. C'est au cours de ce sondage qu'avait été mis au jour un exceptionnel anneau d'or paléochrétien, en jonc, frappé d'un emblème en creux « au poisson », dont la découverte a été publiée en son temps. Cela témoigne d'une occupation bien ancrée, et sans doute organisée, sur le site dans le Haut Moyen Age. En 1249, Simon V de Montfort fait ériger une gigantesque place forte juste à côté, sur le très étendu plateau de Cubzac, pour le compte du roi d'Angleterre qui le charge de la gestion de ses terres en Aquitaine. En 1341, la seigneurie est érigée en châtellenie et donnée par le roi Édouard III d'Angleterre à l'un se ses vassaux en France, Bérard III d'Albret.
La fin de la période médiévale est caractéristique de l'abandon des lieux fortifiés au bénéfice des lieux de gestion, qui privilégient les revenus, les échanges et l'économie. La forteresse anglaise de Cubzac, qui n'avait plus d'utilité après que la victoire de Castillon ait permis à la France de recouvrer l'ensemble du royaume, périclita. La seigneurie se transmit, puis son siège se déplaça à la maison noble du Bouilh, située tout près de Saint André, dont le développement économique était fondé sur une tout autre problématique, plus adaptée aux temps qui s'annonçaient. Alors que Cubzac perdait de son influence, Saint André augmentait considérablement la sienne.
À la Révolution, la paroisse Saint-Julien de Cubzac, autour de son église, forme la commune de Cubzac. En 1885, la commune de Cubzac devient Cubzac-les-Ponts.
L'habitat de Cubzac est indissociable de son petit port sur la Dordogne. Il est possible que, dès l’époque romaine Cubzac, où avait été construite une importante villa, ait peut-être été un lieu de « surveillance » du passage de la  Dordogne, si l'on tient compte de la proximité du chemin de la vie, voie romaine construite avec soin, dont le parcours est archéologiquement attesté. Ce passage de Cubzac, parmi d'autres qui existaient, n'a jamais cessé, l'endroit devenant progressivement un petit port pour les barques de pêche ou celles assurant du commerce de proximité dans la région. Le port de Cubzac est mentionné dans les actes en tant que tel, c'est-à-dire une dépendance seigneuriale ouvrant droit à revenus, en 1289. Le passage entre la rive droite de la Dordogne et l'Entre-deux-Mers était ainsi assuré de plusieurs manières, et s'est développé avec le perfectionnement des bateaux. Avec des embarcations plus fiables il était possible de rejoindre directement Bordeaux, par le Bec d'Ambès et de remonter ensuite la Garonne. Pour assurer la traversée de la rivière à Cubzac, au cours des siècles, de nombreux dispositifs ont été essayés : ponts de bateaux, bateaux à voile, bacs à manège et à vapeur. Mais les périls étaient toujours nombreux en raison de la dangerosité de la Dordogne dans cette zone, comme l'indiquent les sources.
De 1839 à 1869 avait été construit un pont suspendu permettant le passage d'une rive à l'autre. L'ouvrage était remarquable pour l'époque, mais il avait été endommagé par une forte tempête en mars 1869, et pour éviter qu'il ne s'écroule et fasse des victimes, il fut décidé d'en stopper l'accès. Un projet de rénovation vit le jour. il fut décidé de conserver les structures principales de ce pont, et d'ériger une armature métallique abritant la voie de circulation. Les ateliers Eiffel, qui avaient déjà assuré la construction de la très importante passerelle des voies ferrées de la gare Saint-Jean à Bordeaux, remportent le marché en 1879, et les travaux dureront deux ans (1879-1880). Le nouveau pont, rebaptisé « pont Eiffel » du nom de son concepteur devenu célèbre depuis pour d'autres réalisations, a longtemps fait l'admiration des ingénieurs.

## Politique et administration

### Liste des maires
| Période                                  | Période                        | Identité       | Étiquette | Qualité         |
| ---------------------------------------- | ------------------------------ | -------------- | --------- | --------------- |
| 1947                                     | 1977                           | Marcel Lagarde |           |                 |
| 1977                                     | 2008                           | Guy Lagarde    | PS        | Viticulteur     |
| mars 2008                                | En cours (au 17 décembre 2014) | Alain Tabone   | PS        | Cadre supérieur |
| Les données manquantes sont à compléter. |                                |                |           |                 |

### Arrondissement
La commune fait partie de l'arrondissement de Blaye depuis 2006.

## Démographie
L'évolution du nombre d'habitants est connue à travers les recensements de la population effectués dans la commune depuis 1793. Pour les communes de moins de 10 000 habitants, une enquête de recensement portant sur toute la population est réalisée tous les cinq ans, les populations de référence des années intermédiaires étant quant à elles estimées par interpolation ou extrapolation. Pour la commune, le premier recensement exhaustif entrant dans le cadre du nouveau dispositif a été réalisé en 2007.

En 2022, la commune comptait 2 637 habitants, en évolution de +8,88 % par rapport à 2016 (Gironde : +6,91 %, France hors Mayotte : +2,11 %).
| 1793 | 1800 | 1806 | 1821  | 1831  | 1836  | 1841 | 1846 | 1851 |
| ---- | ---- | ---- | ----- | ----- | ----- | ---- | ---- | ---- |
| 855  | 606  | 804  | 1 003 | 1 038 | 1 037 | 936  | 820  | 804  |

| 1856 | 1861 | 1866 | 1872 | 1876 | 1881 | 1886  | 1891 | 1896 |
| ---- | ---- | ---- | ---- | ---- | ---- | ----- | ---- | ---- |
| 856  | 975  | 891  | 886  | 962  | 990  | 1 005 | 853  | 828  |

| 1901 | 1906 | 1911 | 1921 | 1926 | 1931 | 1936 | 1946 | 1954 |
| ---- | ---- | ---- | ---- | ---- | ---- | ---- | ---- | ---- |
| 818  | 829  | 788  | 766  | 779  | 728  | 719  | 655  | 802  |

| 1962 | 1968 | 1975  | 1982  | 1990  | 1999  | 2006  | 2007  | 2012  |
| ---- | ---- | ----- | ----- | ----- | ----- | ----- | ----- | ----- |
| 884  | 987  | 1 115 | 1 398 | 1 701 | 1 788 | 1 910 | 1 927 | 2 261 |

| 2017  | 2022  | - | - | - | - | - | - | - |
| ----- | ----- | - | - | - | - | - | - | - |
| 2 466 | 2 637 | - | - | - | - | - | - | - |

## Culture locale et patrimoine

### Lieux et monuments

#### Le château des quatre fils Aymon

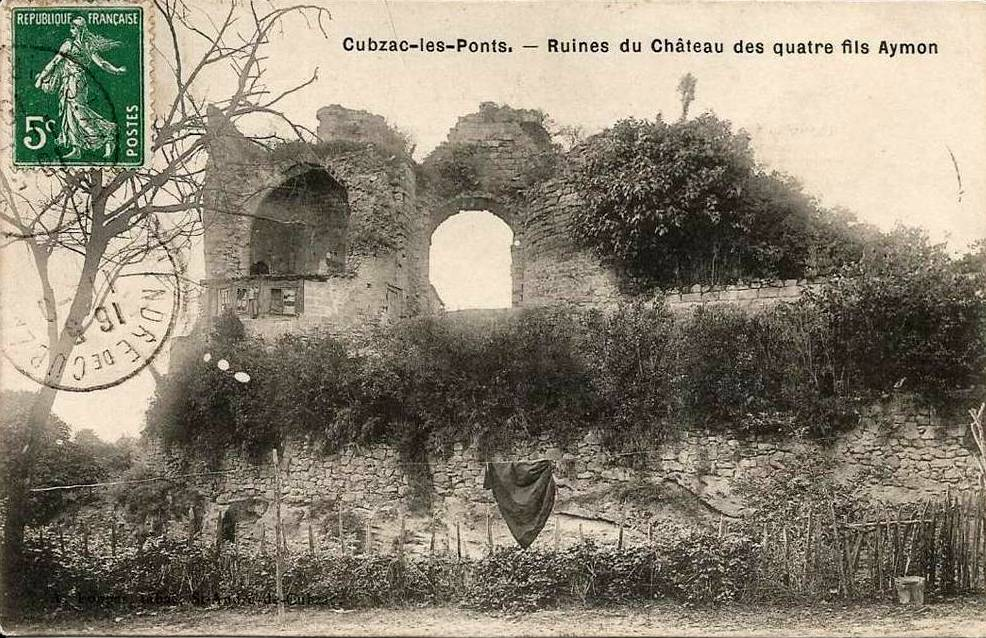
Ruines du château des quatre fils Aymon.

À Cubzac, sur la haute rive rocheuse qui domine la Dordogne, et en plein centre bourg, se trouvent parmi des habitations ordinaires, les ruines du château dit « des quatre fils Aymon ».
Le château est inscrit au titre des monuments Historiques depuis le 31 août 1938.

#### Le pont Gustave-Eiffel

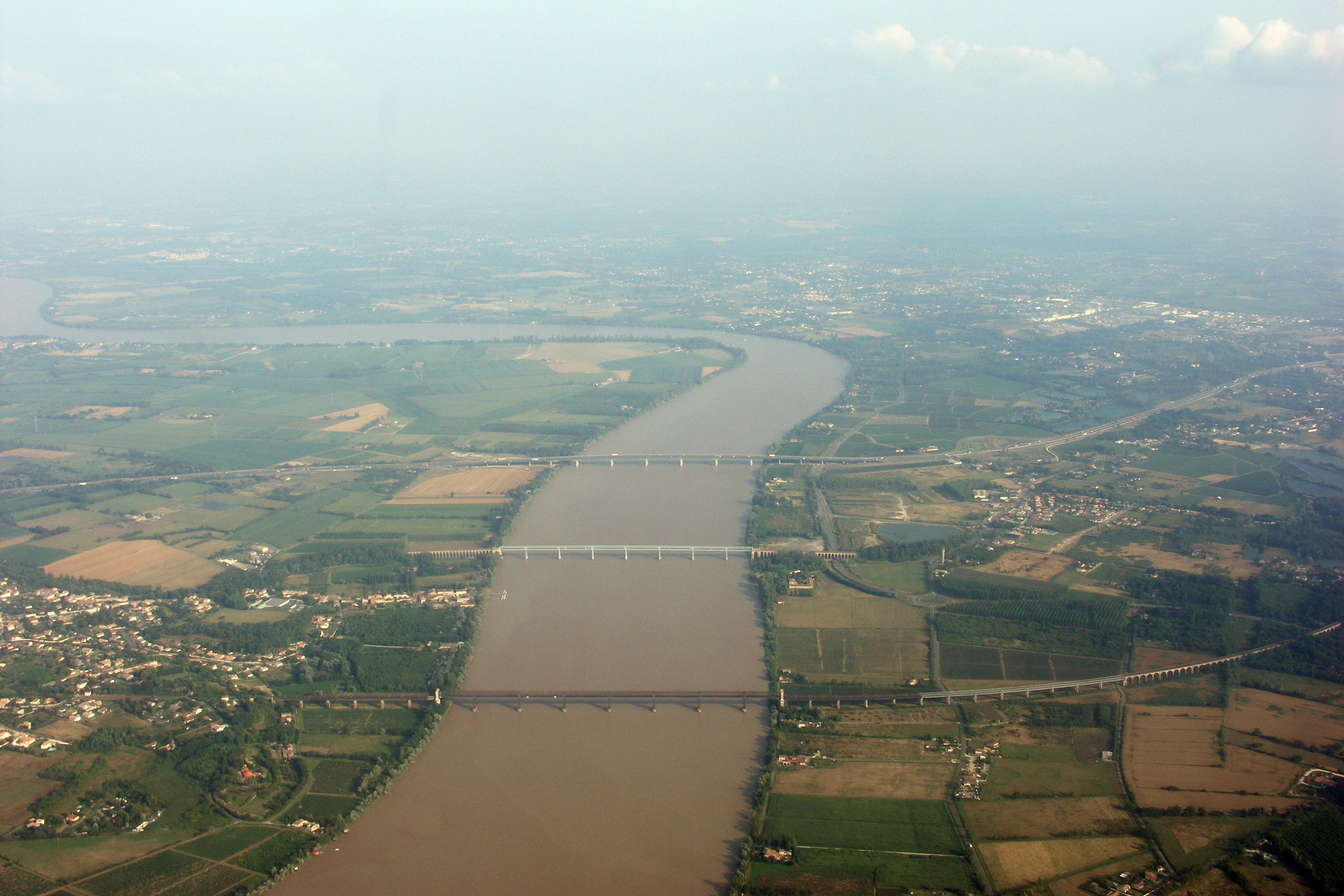
Les ponts sur la Dordogne.

Le pont routier de Cubzac mesure 553 mètres et est divisé en 8 travées. Ce pont routier construit par Gustave Eiffel entre 1879 et 1883, pour la route nationale 10 entre Hendaye et Paris. En imaginant ce pont, Gustave Eiffel innove encore en combinant les procédés de lançage à partir des deux côtés et du porte-à-faux pour la partie centrale.
Le pont de Cubzac fut construit en remplacement d'un autre pont, et contrairement à celui-ci qui était suspendu, le nouveau sera fixe à poutre droite métallique. Le pont de Cubzac est construit sur les bases de l’ancien pont suspendu, mis en service en 1839, qui avait été très endommagé par une tempête en 1869. Le nombre de piles et culées est porté à 9 pour supporter ces poutres. Les travaux, engagés en 1873, n'étaient pas achevés en 1876. Sur une partie de la poutre du pont déjà construit par lançage on a accroché en porte-à-faux, par boulonnage, les pièces en acier qui y font suite, et une fois qu'elles sont rivées on s'en sert comme de nouveaux points d'appui pour boulonner les pièces suivantes. En cheminant ainsi de proche en proche, on arrive à monter complètement dans le vide les pièces successives sur la travée jusqu'à ce que l'on soit arrivé à l'appui voisin, où à l'aide de vérins on relève le pont de la quantité dont il s'était abaissé par la flexion.
Le pont fut détruit pendant la Seconde Guerre mondiale puis rebâti par le petit-fils de Gustave Eiffel. Sa rampe d’accès est supportée par des arcades de pierre qui, vues de dessous, ont une allure de cathédrale gothique.
Il est accessible depuis le port toute l’année gratuitement.

#### Le pont de chemin de fer
Le pont ferroviaire de Cubzac, destiné au chemin de fer, fut construit par Lebrun, Dayde et Pile sur le modèle du pont Eiffel. Construit sur commande de la Compagnie des chemins de fer de l'État pour la ligne Chartres - Bordeaux, ce pont est achevé en 1885. C’est un pont à poutres en treillis, en fer forgé, de 2 178 mètres de long, le plus long de France. La plus longue portée est de 73,60 mètres.

#### Le pont autoroutier
Le pont autoroutier de Cubzac, dit aussi pont de Guyenne, qui traverse la Dordogne a été achevé en 1974 ; il a été construit par Campenon-Bernard et porte l’autoroute A10. Le pont est construit en béton armé, compte 17 travées, et la méthode pour le construire a été les voussoirs préfabriqués. Il a été doublé en 2000.

#### Le pont ferroviaire LGV
Le pont ferroviaire LGV de Cubzac, qui traverse la Dordogne, a été terminé en 2017. Il est long de 1 319 mètres et supporte la ligne à grande vitesse (LGV) Sud Europe Atlantique.

#### L'église Saint-Julien
L’église Saint-Julien a été modifiée au XIXe siècle, sa façade a cependant conservé quelques vestiges romans. Côté nord, la porte aveugle est ornée d'une frise de bâtons rompus et la porte du sud est de style baroque. Le clocher fut reconstruit au début du XIXe siècle et le portail roman accompagné de deux portes aveugles en plein cintre fut détruit. La nef est lambrissée. Les chapiteaux sont décorés de feuillages et de figures.
L'intérieur de l'église abrite la toile du « Baptême du Christ », datant du XVIIIe siècle et classée Monument Historique à titre d'objet par arrêté du 20 octobre 1913.

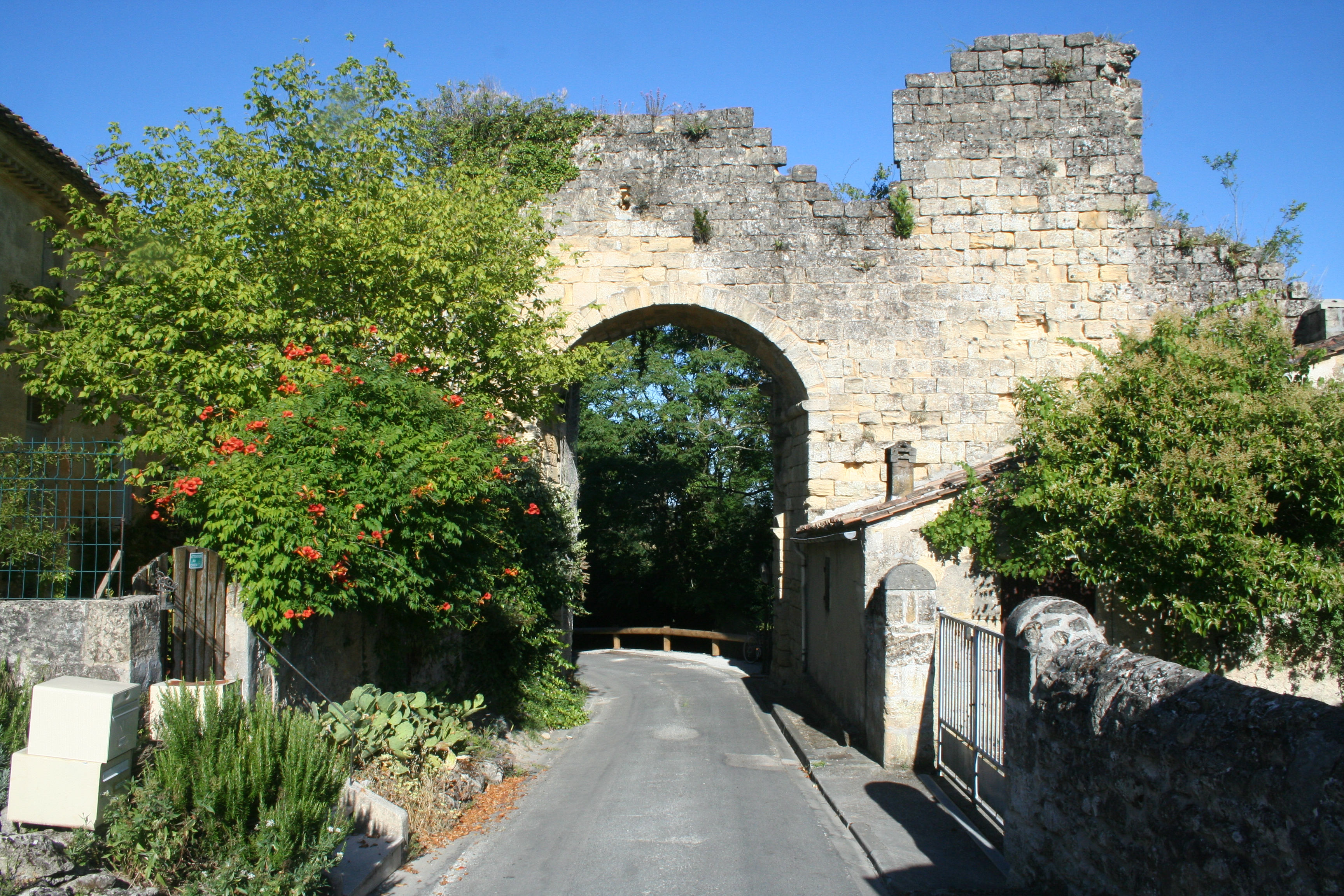
Les restes du château des quatre fils Aymon.
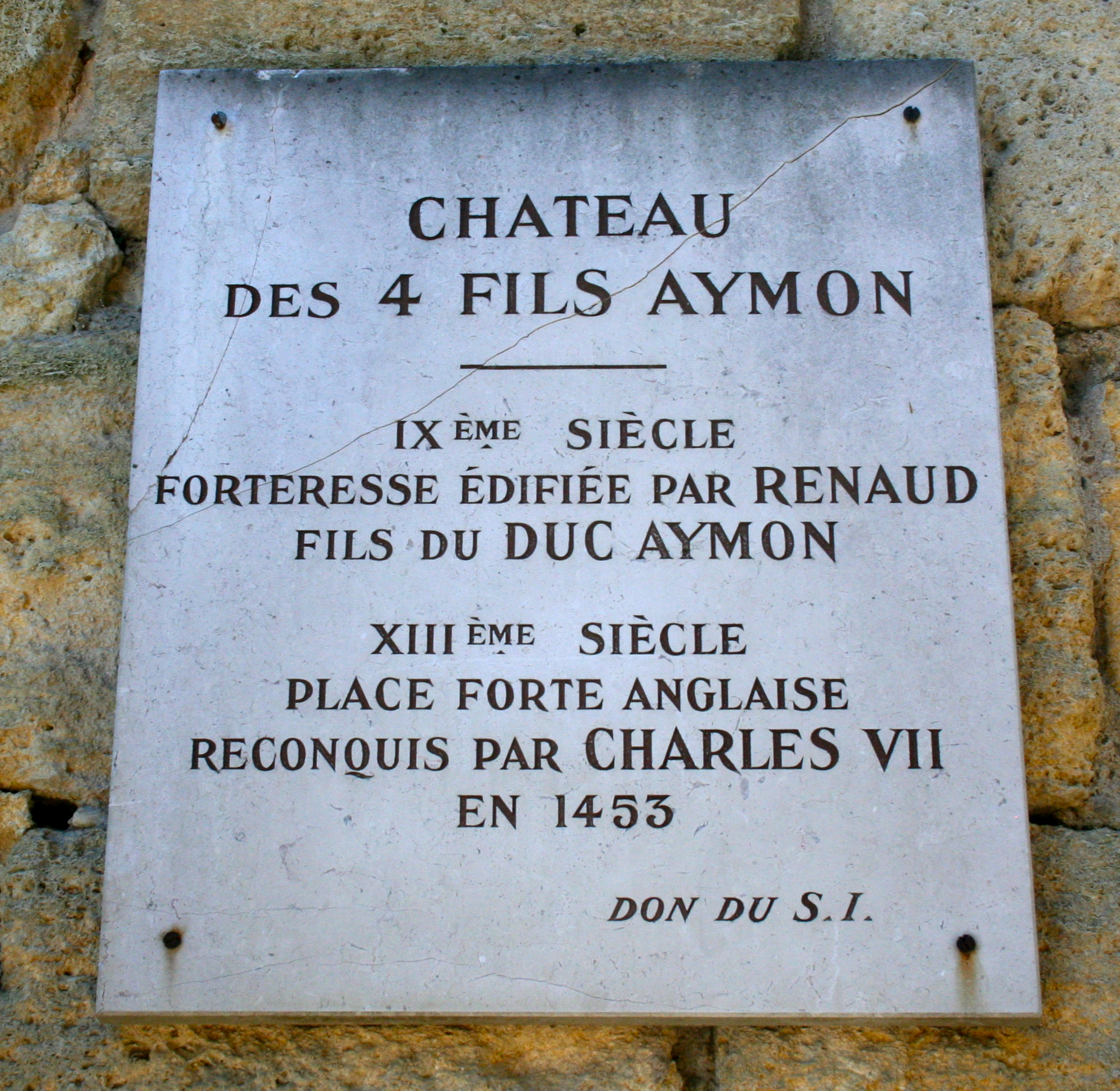
Plaque commémorative du château.
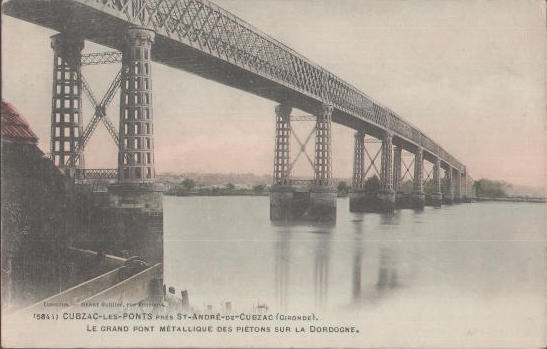
Carte postale du pont Gustave-Eiffel.
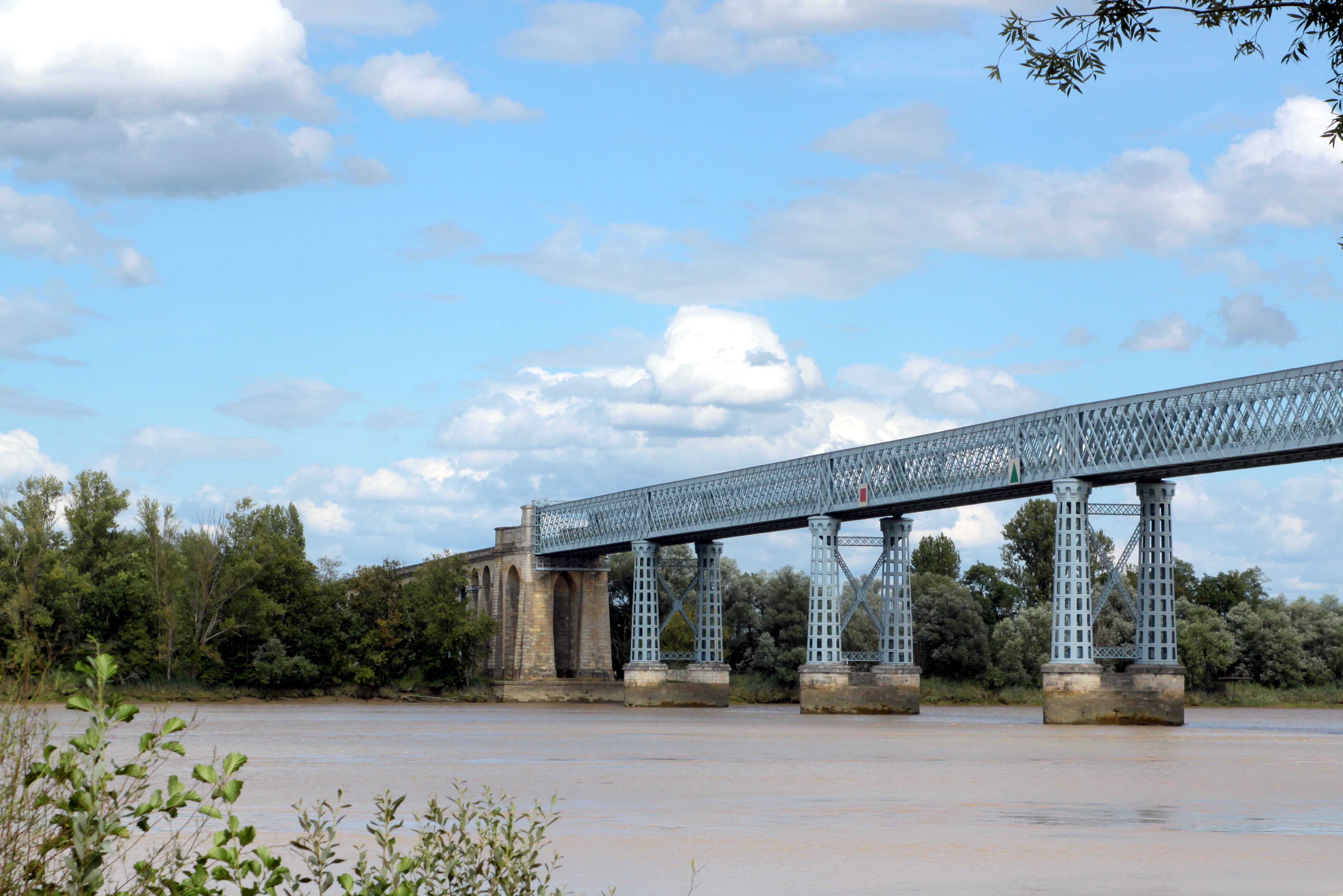
Le pont Gustave-Eiffel (routier).
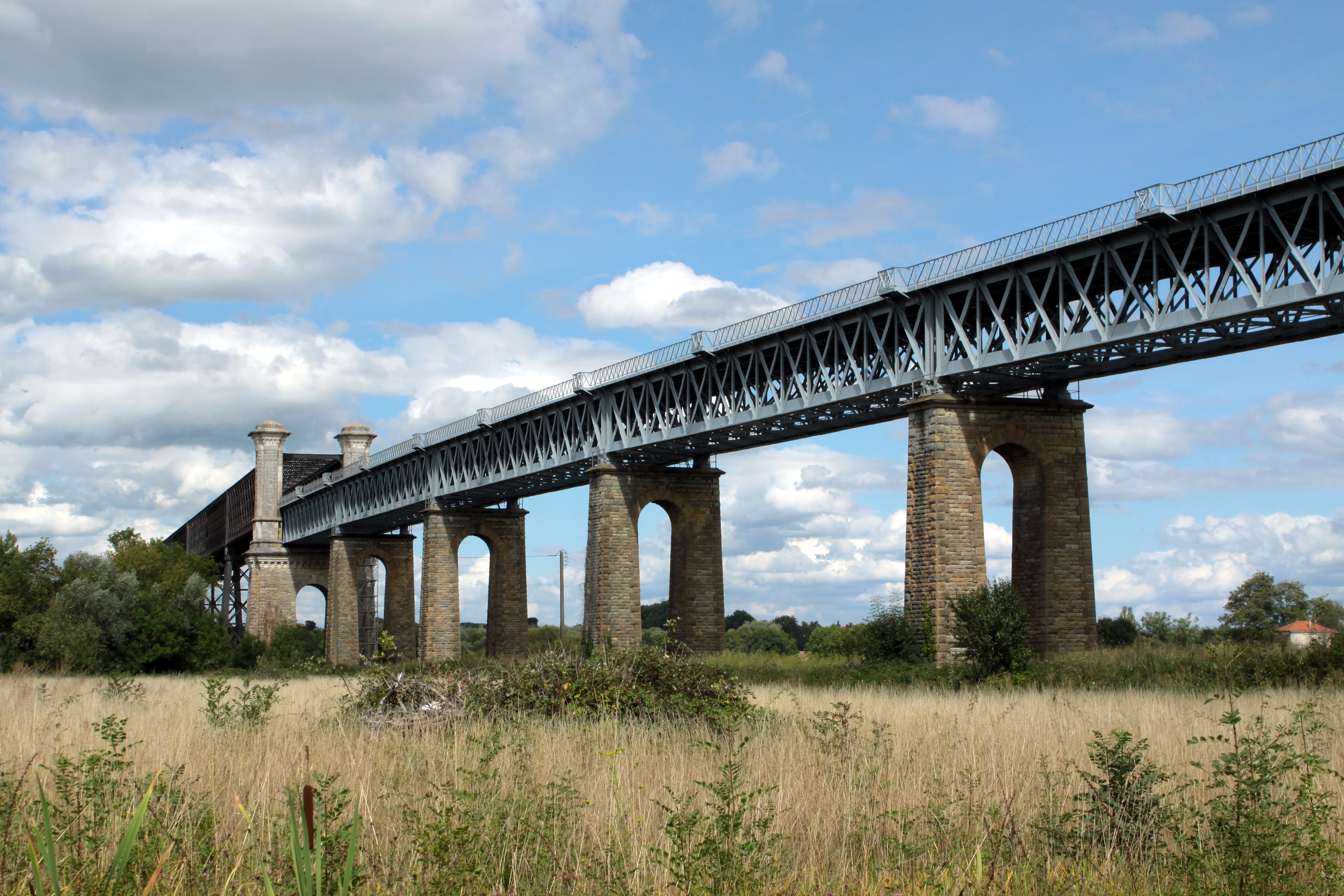
Le pont ferroviaire.
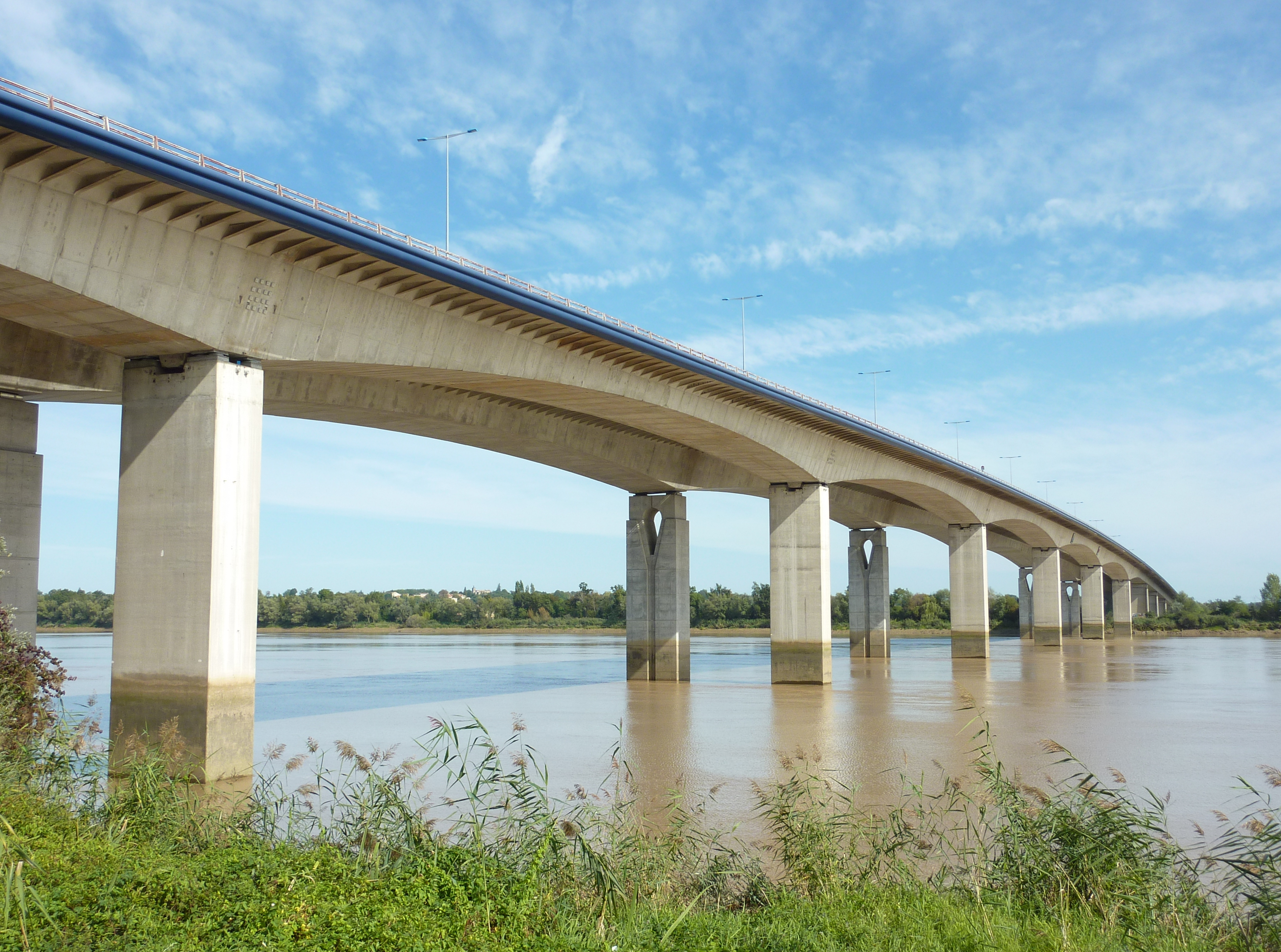
Le pont autoroutier.

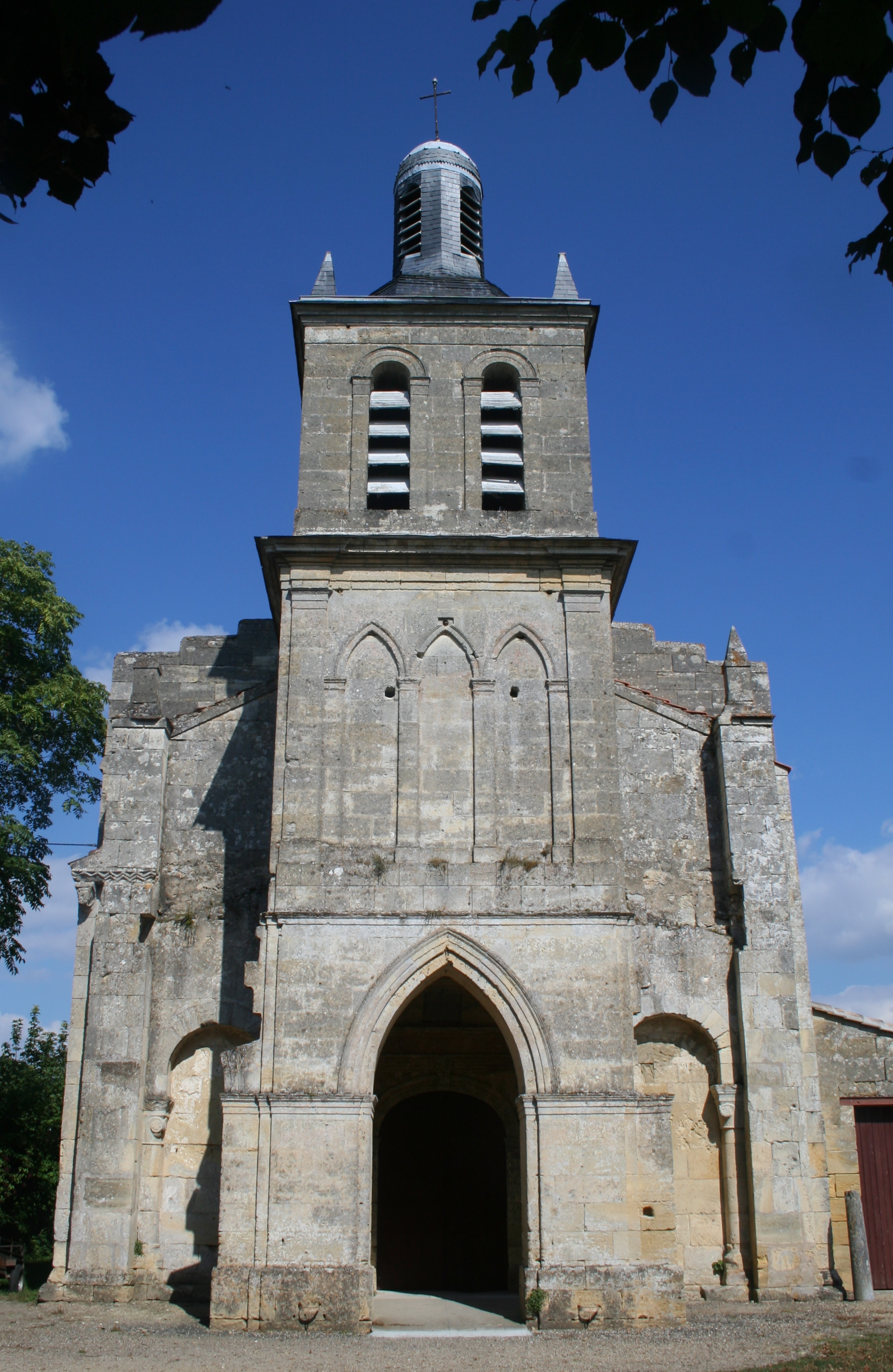
L'église Saint-Julien.
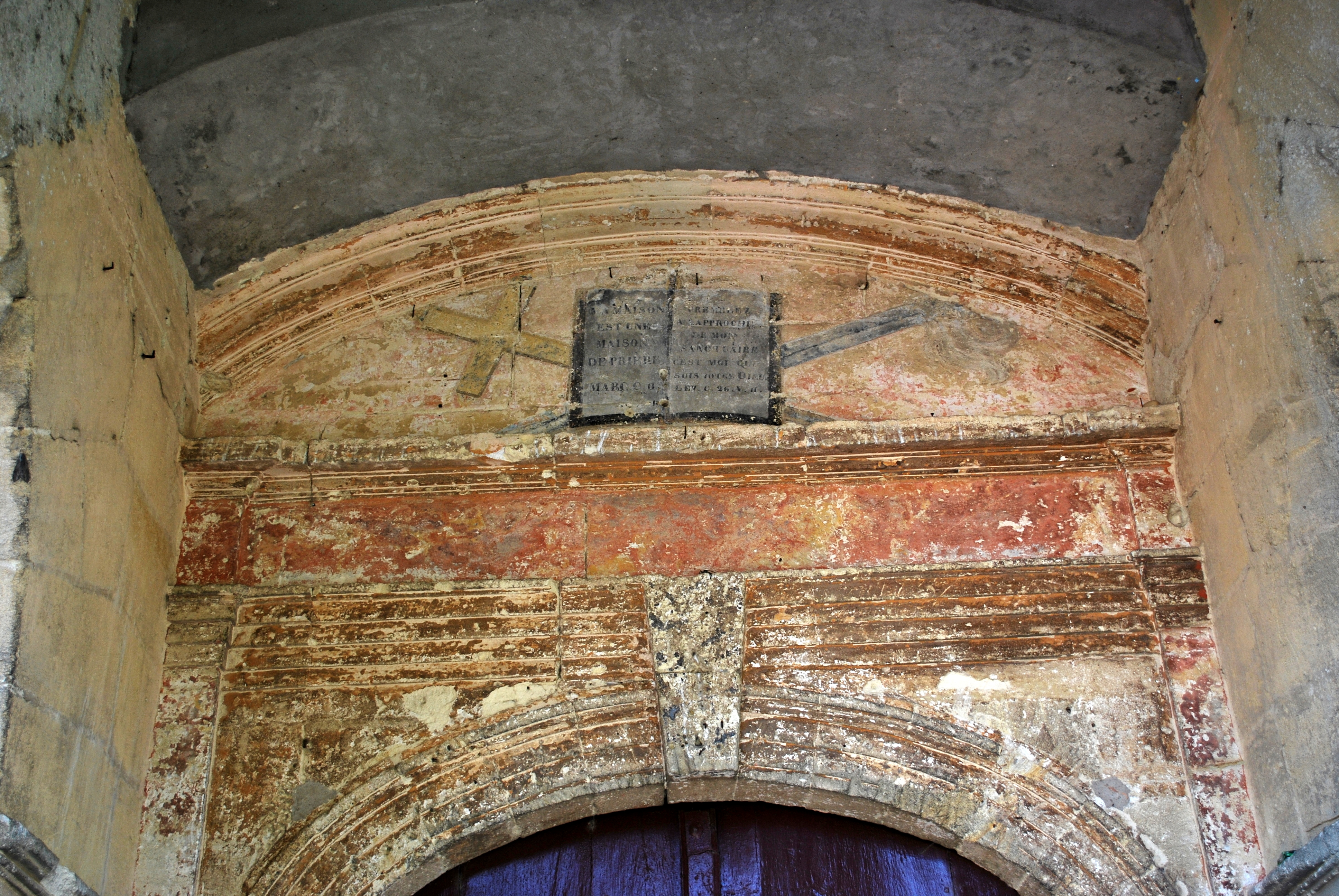
Porche de l'église Saint-Julien.
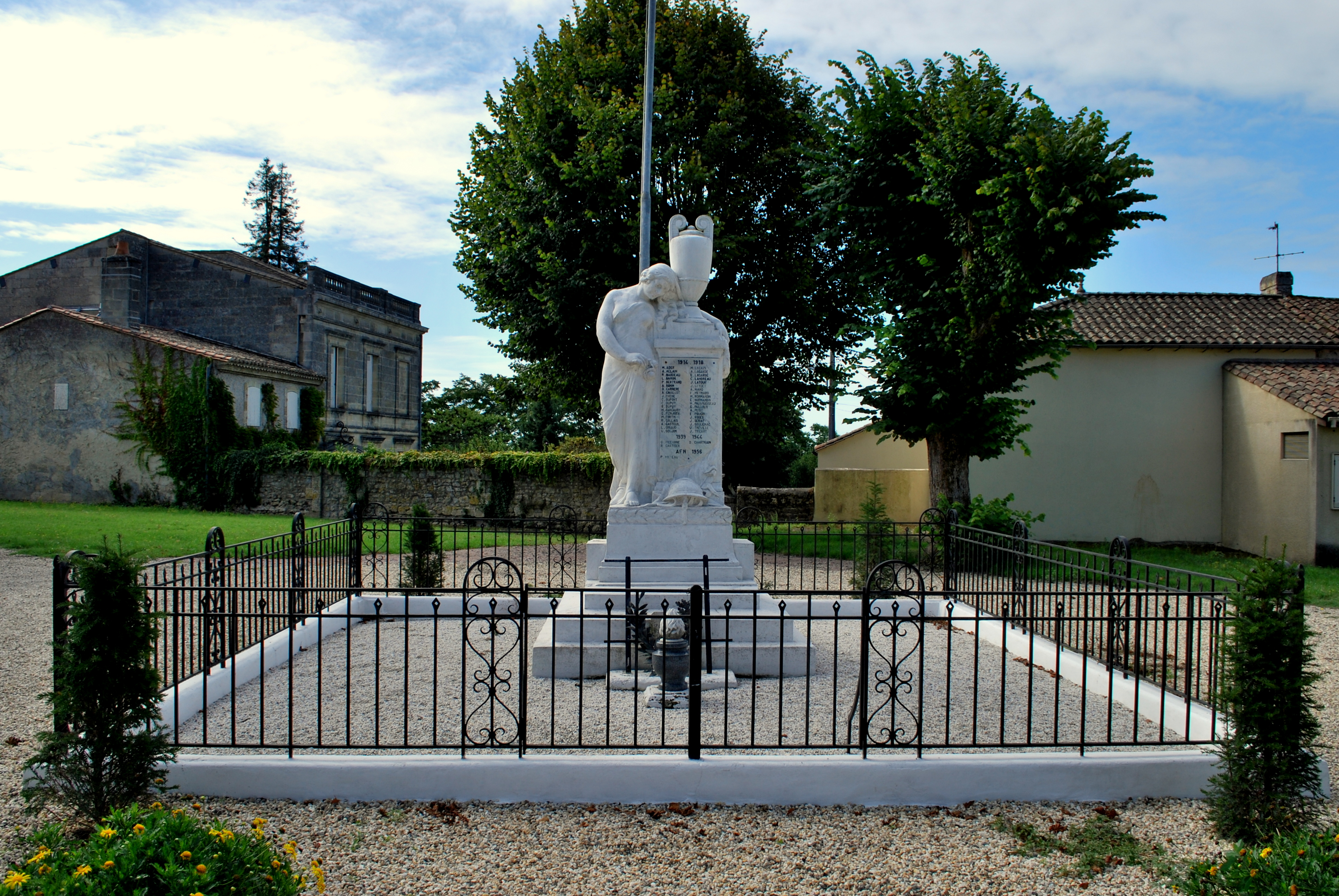
Monument aux morts.

### Personnalités liées à la commune
- Eddie Puyjalon (né en 1959 à Cubzac-les-Ponts), homme politique français, conseiller régional de Nouvelle-Aquitaine depuis 2015, président du CPNT (devenu LMR en 2019) depuis 2016, après avoir été secrétaire départemental en Gironde depuis 2002, porte-parole et directeur de campagne de Frédéric Nihous à l'élection présidentielle de 2007 et vice-président du CPNT depuis 2008. Il réside toujours dans la commune.

### Héraldique
| Blason de Cubzac-les-Ponts | Blason  | Écartelé, au premier d'azur à la muraille ruinée d'or, maçonnée de sable, chargée de feuillages de sinople, mouvant des flancs, ouverte sur une portion de route de gueules bordée d'une haie et de trois arbres de sinople, au deuxième d'azur à la maison d'argent, charpentée de sable, ouverte et ajourée du même, mouvant du flanc senestre, essorée à dextre d'un toit d'une pente de gueules, brochant sur une haie de sinople mouvant du flanc senestre, posée sur une terrasse d'or chargée de buissons de sinople mouvant du flanc senestre, au troisième d'azur à trois ponts rangés en pal et mouvant des flancs, le premier d'argent en poutre droite posé en bande, le second d'argent en poutre droite à treillis de sable posé en barre sur deux piliers d'or, le troisième de quatre arches d'or, maçonné de sable, posé en barre sur une terrasse de sinople, au quatrième d'azur à l'église d'or en demi-profil maçonnée de sable et ajourée de deux portails du même, au clocher essoré de sable et ouvert du même et sommé d'une croisette du même, à la nef essorée de gueules, accostée de deux bouquets d'arbres de sinople mouvant des flancs, le tout sur une terrasse d'or. |
| Blason de Cubzac-les-Ponts | Détails | statut officiel, présent sur le site internet de la commune. |